# Грубеша Браніславович
Грубеша Браніславович (*д/н — 1125) — король Дуклі в 1118—1125 роках.

## Життєпис
Походив з династії Воїславовичів. Син принца Браніслава. Про дату народження й молоді роки замало відомостей. Тривалий час не брав участі в політичних справах. У 1114 році після сходження на трон Джорде Бодіновича у Грубеши та його братів виник конфлікт з останнім. В результаті вони вимушені були тікати до Діррахія, де візантійським архонтом був Гоїслав, стрийко Браніславовичів.
Втім під час втечі Грубешу було схоплено й запроторено до в'язниці. У 1118 році війська візантійців на чолі з Калояном Куманом при підтримці Браніславовичів рушили проти короля Джорде, перемогли того й поставили новим королем Грубешу.
Весь час панування Грубеша приділяв відновленню внутрішнього спокою в державі. Було встановлено дружні стосунки з Візантійською імперією та великою жупанією Рашка. Втім, згодом король Грубеша більше став спиратися на візантійців. Побоюючись нападу спільних сил Дуклі і Візантії, великий жупан Урош I Вуканович надав війська Джорде Бодінович. Останній рушив проти короля Грубеши. Вирішальна битва відбулася 1125 році біля міста Бар, в якій дуклянський король зазнав поразки і загинув.